# Aprostocetus arvus
Aprostocetus arvus är en stekelart som beskrevs av Yefremova och Yegorenkova 2005. Aprostocetus arvus ingår i släktet Aprostocetus och familjen finglanssteklar. Inga underarter finns listade i Catalogue of Life.